# 曹文傑
曹文傑（1963年10月28日—），台灣紀錄片導演，1991年投身紀錄片編導工作，從事影視製作二十多年，過去曾在公共電視文化事業基金會任職四年。曹文傑也曾利用工作之餘在新北市淡水社區大學開設紀錄片製作課程。曹文傑曾任公視總經理 ，2020年7月因中華民國文化部與公視「國際影音平台」爭議而請辭。

## 學歷
- 輔仁大學心理研究所
- 中國文化大學戲劇學系(1986)
- 中央電影公司電影技術人員訓練班攝影組結業(1991)
- 日本放送協會NHK放送研修中心(1993)

## 經歷
- 公共電視文化事業基金會總經理
- 雲門舞集專任導播
- 中華民國公共電視台籌備委員會編導
- 超級電視台新聞部《調查報告》及《生命．告白》製作人
- 後視野傳播公司總監
- 2010至2014年台灣國際紀錄片雙年展國際長片初審委員
- 新北市淡水社區大學紀錄片講師
- 景文科技大學文化產業與創新設計研究所助理教授[7]

## 榮譽
- 1998年：第一屆台灣國際紀錄片雙年展 國際競賽《心中的鋼針》優等獎[8]

## 作品列表
- 《仙拼仙—台灣掌中戲乾坤》 獲紐約影展決賽獎
- 《胡撇人生》 獲文建會「地方文化紀錄影帶」首獎
- 《胡撇人生》 獲美國 Margaret Mead 影展邀展、舊金山Crossing Waves影展邀展
- 《心中的鋼針》獲第一屆台灣國際紀錄片雙年展 優等獎
- 《天地平安》台灣國際民族誌影展 開幕片
- 《追想青春歌謠》嘉義國際藝術紀錄影展邀展
- 《南光的眼睛》台灣國際民族誌影展邀展
- 《對照記—視覺藝術篇》嘉義國際藝術紀錄影展邀展